# Hathi
 (décembre 2023).
Pour plus de détails, voir Fiche technique et Distribution.
Hathi est un film canadien réalisé par Philippe Gautier, sorti en 1998.

## Synopsis
Makbul grandit au milieu des éléphants dans un village au sud de l'Inde. Il décide de devenir mahout contre l'avis de sa mère. Il s'attache à Vikrama son éléphant mais est obligé de s'en séparer. Mais Vikrama tue son nouveau mahout et ses propriétaires veulent le tuer. Makbul décide de sauver l'animal.

## Fiche technique
- Titre : Hathi
- Réalisation : Philippe Gautier
- Scénario : Prajna Chowta
- Musique : Narasimhalu Vadavati
- Photographie : Ivan Gekoff
- Montage : Myriam Poirier
- Production : Rock Demers
- Société de production : Les Productions La Fête
- Pays :  Canada
- Genre : Drame
- Durée : 97 minutes
- Dates de sortie : 
  -  Canada : 26 novembre 1998
  -  France : 27 septembre 2000

## Distribution
- Kawadi Makbul : Makbul adulte
- Noorullah : Makbul adolescent
- Begum Jamila : la mère
- Sabu Saab : le père
- Nanny Ama : la grand-mère

## Distinctions
Le film a obtenu le prix Costa Azul au festival international du film de Tróia, une mention honorable dans le cadre du prix spécial in Memoriam R.W. Fassbinder au festival international du film de Mannheim-Heidelberg, une mention spéciale dans le cadre du prix de la jeunesse au festival international du film de Valladolid et a été présenté en sélection officielle en compétition au Festival des films du monde de Montréal.